# Together (groupe)
Pour les articles homonymes, voir Together.
 (décembre 2020).
Together est un groupe de French touch composé de DJ Falcon et de Thomas Bangalter, membre des Daft Punk. Le duo compte deux singles Together et So Much Love to Give sur le label de Thomas Bangalter, Roulé.

## Biographie
Après la sortie de l'EP Hello My Name Is DJ Falcon sur le label Roulé, DJ Falcon a présenté à Thomas Bangalter une démo de ce qui deviendra Together. Conquis, Thomas Bangalter lui propose de collaborer sur le morceau. Ils fondent alors le groupe Together et sortent le single en août 2000. Le morceau contient des samples de Because of You de Keith Nash, de la voix de J. T. Walsh extraite du film Pleasantville (1998) pour l'introduction, et de Sincerely Yours de Sweet Sensation pour le mot Together utilisé au cours du morceau.
Leur deuxième single, So Much Love to Give, est sorti en décembre 2002. En janvier 2003, So Much Love to Give culminait à la 71e position du UK Singles Chart,. So Much Love to Give contient un extrait de Love's Such a Wonderful Thing de The Real Thing, qui se répète tout au long de la chanson. Pour promouvoir le single, Bangalter et Falcon décident de faire une tournée en compagnie du groupe Cassius qui eux viennent tout juste de sortir leur deuxième album Au rêve, et donc, dans le même but que pour So Much Love to Give, le promouvoir. Ainsi, les deux groupes s’allient pour organiser une série de concerts au Canada, aux États-Unis, en Suisse, à Ibiza et à Amsterdam notamment.
Call on Me aurait dû être le troisième single du groupe mais il ne sortira jamais, ne leur donnant pas satisfaction, ils décident donc de ne pas le sortir et de le jouer en live uniquement. Eric Prydz a par la suite repris le morceau et l'a publié en 2004, ce qui ne les gênaient pas, dans le sens où ils n'avaient pas l'intention de le sortir. Warner Music Group, le label d'Eric Prydz, a essayé de prouver que le morceau étaient de Prydz et non de Together, sous-entendant qu'ils lui avaient volé. Together a échantillonné Valerie (1982) de Steve Winwood pour réaliser Call on Me.
Les éléments musicaux de la chanson Together sont apparus plus tard lors du rappel du concert Alive 2007 des Daft Punk. Elle a été associée à la chanson de Stardust, Music Sounds Better with You, ainsi qu'aux morceaux des Daft Punk, Human After All, One More Time et Aerodynamic. Un enregistrement du rappel est inclus dans certaines éditions de l'album live Alive 2007. Le concert et l'album ont renouvelé l'intérêt porté pour la chanson.[réf. souhaitée]
Plus récemment, Thomas Bangalter et DJ Falcon ont collaboré avec Guy-Manuel de Homem-Christo pour produire le titre Contact des Daft Punk, paru dans l'album Random Access Memories. À l’origine, il existait déjà une démo de Contact en 2002. Elle fut jouée par Bangalter et Falcon lors de la tournée Cassius and Together à Amsterdam. Elle consistait juste d’un sample de We Ride Tonight (en) de The Sherbs mixé avec des percussions électroniques. Quelques années plus tard, lorsque DJ Falcon reprît la musique, il parla à Bangalter de cette démo qui lui décidera par la suite d’intégrer le morceau à l’album. Fort logiquement, le morceau fut totalement refait, contenant toujours le sample de We Ride Tonight.

## Discographie

### Singles
- 2000 : Together (Roulé)
- 2002 : So Much Love to Give (Roulé)